# Unvollständige elliptische Integrale
Ein unvollständiges elliptisches Integral ist in seiner einfachsten Allgemeinform ein Integral von folgendem Typ:
{\displaystyle \int _{0}^{x}R{\bigl [}y;{\sqrt {P(y)}}{\bigr ]}\mathrm {d} y}
Dabei stellt {\displaystyle R} eine rationale Funktion in zwei Variablen und {\displaystyle P(y)} ein Polynom dritten oder vierten Grades ohne mehrfache Nullstelle dar. Das Integral heißt deswegen elliptisch, weil Integrale dieser Form bei der Berechnung der Kurvenlängen von Ellipsen und der Flächen von Ellipsoiden auftreten. Auch in der Physik wie insbesondere in der Mechanik und in der Elektrodynamik gibt es weitreichende Anwendungen von unvollständigen elliptischen Integralen.

## Definition der drei Standardintegrale
Unvollständige Elliptische Integrale lassen sich im Allgemeinen nicht durch elementare Funktionen darstellen, sie können aber durch Umformungen in eine Summe von elementaren Funktionen und Integralen überführt werden. Diese Integrale werden unvollständige elliptische Integrale erster, zweiter und dritter Art genannt. Der französische Mathematiker Adrien-Marie Legendre definierte diese drei Standardintegrale so:
I. Art: {\displaystyle \mathrm {F} {\bigl [}\arcsin(x);k{\bigr ]}=\int _{0}^{x}{\frac {\mathrm {d} y}{\sqrt {(1-y^{2})(1-k^{2}y^{2})}}}}
II. Art: {\displaystyle \mathrm {E} {\bigl [}\arcsin(x);k{\bigr ]}=\int _{0}^{x}{\frac {\sqrt {1-k^{2}y^{2}}}{\sqrt {1-y^{2}}}}\,\mathrm {d} y}
III. Art: {\displaystyle \Pi {\bigl [}n,\arcsin(x);k{\bigr ]}=\int _{0}^{x}{\frac {1}{(1-ny^{2}){\sqrt {(1-y^{2})(1-k^{2}y^{2})}}}}\,\mathrm {d} y}
Die nun gezeigten Ausdrücke basieren auf der direkten Definition der Funktionen {\displaystyle F}, {\displaystyle E} und {\displaystyle \Pi } hervor.
{\displaystyle \mathrm {F} (\varphi ;k)=\int _{0}^{1}{\frac {\varphi }{\sqrt {1-k^{2}\sin(\varphi z)^{2}}}}\,\mathrm {d} z}
{\displaystyle \mathrm {E} (\varphi ;k)=\int _{0}^{1}\varphi \,{\sqrt {1-k^{2}\sin(\varphi z)^{2}}}\,\mathrm {d} z}
{\displaystyle \mathrm {\Pi } (\varphi ;k)=\int _{0}^{1}{\frac {\varphi }{{\bigl [}1-n\sin(\varphi )^{2}{\bigr ]}{\sqrt {1-k^{2}\sin(\varphi z)^{2}}}}}\,\mathrm {d} z}
Vom einen genannten Formeltriplett zum anderen kann man durch Kettenregelsubstitution mit dem Arkussinus {\displaystyle \varphi =\arcsin(x)} gelangen.
Dabei ist der rechte Klammereintrag k gleich dem elliptischen Modul {\displaystyle 0<k<1} beziehungsweise der numerischen Exzentrizität. Zum Teil wird in der Literatur auch der Parameter {\displaystyle m=k^{2}} statt {\displaystyle k} in den Funktionsaufruf eingesetzt und der Definitionsbereich auf {\displaystyle m<0} erweitert. Basierend darauf führte Carl Gustav Jacob Jacobi die Umkehrfunktionen vom unvollständigen elliptischen Integral erster Art bezüglich des linken Klammereintrags ein. Diese werden Jacobische Amplitudenfunktionen oder auch Jacobische elliptische Funktionen genannt. Hierbei ist die Grundlagenfunktion die Amplitudenfunktion, welche als Umkehrfunktionen vom unvollständigen elliptischen Integral erster Art bezüglich des linken Klammereintrags und unter Konstanthaltung des Moduls definiert:
{\displaystyle \mathrm {F} {\bigl [}\operatorname {am} (\varrho ;k);k{\bigr ]}=\varrho \,\Longleftrightarrow \,\operatorname {am} {\bigl [}\mathrm {F} (\varphi ;k);k{\bigr ]}=\varphi }

## Einsatz in den Programmiersprachen

Graph der elliptischen Integrale erster Art in Legendre-Form für verschiedene Parameter

Graph der elliptischen Integrale zweiter Art in Legendre-Form für verschiedene Parameter

In der nachfolgenden Tabelle sind die Definitionen der unvollständigen elliptischen Integrale in Jacobi-Form und in Legendre-Normalform angegeben. Die Jacobi-Form lässt sich mit der Substitution {\displaystyle t=\sin \vartheta } in die Legendre-Normalform überführen. Die unvollständigen elliptischen Integrale besitzen im Vergleich zu den vollständigen elliptischen Integralen einen zusätzlichen Freiheitsgrad, welcher der oberen Integrationsgrenze entspricht. Somit stellen die vollständigen elliptischen Integrale einen Spezialfall der Unvollständigen dar. In den Funktions-Bibliotheken von Matlab, Wolfram-Alpha, Mathematica, Python (SciPy) und GNU Octave ist der Parameter {\displaystyle m=k^{2}} und die Legendre-Normalform in Verwendung.

## Alternative Bezeichnungsformen
Für die genannten unvollständigen elliptischen Integrale erster, zweiter und dritter Art existieren sowohl in Bezug auf den linken als auch in Bezug auf den rechten Klammereintrag alternative Bezeichnungen. Die Formeln werden dementsprechend leicht variiert dargestellt. Während die Form mit dem dargestellten Buchstaben k als Legendresche Normalform bezeichnet wird, ist die Darstellung mit dem Modulquadrat im rechten Klammereintrag und somit mit dem Sondermodul m die sogenannte Parameterform. Der Begriff Legendresche Form bezieht sich außerdem auch auf den linken Klammereintrag und bezeichnet dort die Stammfunktion der betroffenen trigonometrischen Funktion nach dem oben genannten Schema. Wenn jedoch wie oben gezeigt die Substitution über die Kettenregel mit dem Arkussinus vollzogen wird, dann wird die neue zugehörige direkte Bezeichnungsform als Jacobische Form bezeichnet. Die direkte Umkehrfunktion zum vollständigen elliptischen Integral erster Art in der Jacobischen Form wird Sinus Amplitudinis genannt und ist in der Tat die Sinusfunktion aus der genannten Amplitudenfunktion.
|                               | Konvention mit Parameter {\displaystyle k} | Konvention mit Parameter {\displaystyle m} |
| ----------------------------- | --- | --- |
| I. Art: Jacobi-Form           | {\displaystyle F_{J}(x;k):=\int _{0}^{x}{\frac {\mathrm {d} t}{\sqrt {(1-t^{2})(1-k^{2}t^{2})}}}}                                                      | {\displaystyle F_{J}(x,m):=\int _{0}^{x}{\frac {\mathrm {d} t}{\sqrt {(1-t^{2})(1-m\,t^{2})}}}}                                                    |
| I. Art: Legendre-Normalform   | {\displaystyle F(\varphi ;k):=\int _{0}^{\varphi }{\frac {\mathrm {d} \vartheta }{\sqrt {1-k^{2}\sin ^{2}\vartheta }}}}                                | {\displaystyle F(\varphi ,m):=\int _{0}^{\varphi }{\frac {\mathrm {d} \vartheta }{\sqrt {1-m\sin ^{2}\vartheta }}}}                                |
| II. Art: Jacobi-Form          | {\displaystyle E_{J}(x;k):=\int _{0}^{x}{\sqrt {\frac {1-k^{2}t^{2}}{1-t^{2}}}}\,\mathrm {d} t}                                                        | {\displaystyle E_{J}(x,m):=\int _{0}^{x}{\sqrt {\frac {1-m\,t^{2}}{1-t^{2}}}}\,\mathrm {d} t}                                                      |
| II. Art: Legendre-Normalform  | {\displaystyle E(\varphi ,k):=\int _{0}^{\varphi }{\sqrt {1-k^{2}\sin ^{2}\vartheta }}\,\mathrm {d} \vartheta }                                        | {\displaystyle E(\varphi ,m):=\int _{0}^{\varphi }{\sqrt {1-m\sin ^{2}\vartheta }}\,\mathrm {d} \vartheta }                                        |
| III. Art: Jacobi-Form         | {\displaystyle \Pi _{J}(n,x;k):=\int _{0}^{x}{\frac {\mathrm {d} t}{(1-n\,t^{2}){\sqrt {(1-t^{2})(1-k^{2}t^{2})}}}}}                                   | {\displaystyle \Pi _{J}(n,x,m):=\int _{0}^{x}{\frac {\mathrm {d} t}{(1-n\,t^{2}){\sqrt {(1-t^{2})(1-m\,t^{2})}}}}}                                 |
| III. Art: Legendre-Normalform | {\displaystyle \Pi (n,\varphi ;k):=\int _{0}^{\varphi }{\frac {\mathrm {d} \vartheta }{(1-n\sin ^{2}\vartheta ){\sqrt {1-k^{2}\sin ^{2}\vartheta }}}}} | {\displaystyle \Pi (n,\varphi ,m):=\int _{0}^{\varphi }{\frac {\mathrm {d} \vartheta }{(1-n\sin ^{2}\vartheta ){\sqrt {1-m\sin ^{2}\vartheta }}}}} |

Durch innere Substitution mit dem Arkustangens erhält man folgende Identitäten:
{\displaystyle F[\arctan(s);k]=\int _{0}^{s}{\frac {1}{\sqrt {(t^{2}+1)[(1-k^{2})t^{2}+1]}}}\,\mathrm {d} t=\int _{0}^{1}{\frac {s}{\sqrt {(s^{2}x^{2}+1)[(1-k^{2})s^{2}x^{2}+1]}}}\,\mathrm {d} x}
{\displaystyle E[\arctan(s);k]=\int _{0}^{s}(t^{2}+1)^{-3/2}{\sqrt {(1-k^{2})t^{2}+1}}\,\mathrm {d} t=\int _{0}^{1}s(s^{2}x^{2}+1)^{-3/2}{\sqrt {(1-k^{2})s^{2}x^{2}+1}}\,\mathrm {d} x}

## Additionstheoreme

### Theoreme erster und zweiter Art
Mit folgenden Theoremen können die unvollständigen elliptischen Integrale additiv verknüpft werden. Die Legendre-Normalform wird zur Darstellung verwendet.
Elliptische Integrale erster Art:
{\displaystyle F[\arctan(x);k]+F[\arctan(y);k]=F\left[\arctan \left({\frac {x{\sqrt {k'^{2}y^{2}+1}}}{\sqrt {y^{2}+1}}}\right)+\arctan \left({\frac {y{\sqrt {k'^{2}x^{2}+1}}}{\sqrt {x^{2}+1}}}\right);k\right]}
Elliptische Integrale zweiter Art:
{\displaystyle E[\arctan(x);k]+E[\arctan(y);k]=E\left[\arctan \left({\frac {x{\sqrt {k'^{2}y^{2}+1}}}{\sqrt {y^{2}+1}}}\right)+\arctan \left({\frac {y{\sqrt {k'^{2}x^{2}+1}}}{\sqrt {x^{2}+1}}}\right);k\right]+}
{\displaystyle +{\frac {k^{2}xy}{k'^{2}x^{2}y^{2}+x^{2}+y^{2}+1}}\left({\frac {x{\sqrt {k'^{2}y^{2}+1}}}{\sqrt {y^{2}+1}}}+{\frac {y{\sqrt {k'^{2}x^{2}+1}}}{\sqrt {x^{2}+1}}}\right)}
Mit folgendem Theorem können arithmetische Mittlungen durchgeführt werden:
{\displaystyle F[\arcsin(x);k]+F[\arcsin(y);k]=2F\left[\arcsin \left({\frac {{\sqrt {1+x}}{\sqrt {1+y}}-{\sqrt {1-x}}{\sqrt {1-y}}}{{\sqrt {1+kx}}{\sqrt {1+ky}}+{\sqrt {1-kx}}{\sqrt {1-ky}}}}\right);k\right]}

### Richtigkeitsbeweis
Im Folgenden soll die Richtigkeit des Additionstheorems vom elliptischen Integral erster Art bewiesen werden. Hierfür wird zuerst die Übereinstimmung der Ableitungen von beiden Seiten der Gleichungswaage des genannten Theorems nachgewiesen und im Anschluss wird der gemeinsame Verlauf durch dieselben Funktionsstellen gezeigt. In Kombination mit der Erfüllung des Stetigkeitskriteriums und des Kontinuitätskriteriums ist der Richtigkeitsbeweis vollbracht. Die folgende Gleichungskette beinhaltet dieses Additionstheorem der Kreisfunktionen:
{\displaystyle \sin {\bigl [}\arctan(v)+\arctan(w){\bigr ]}={\frac {v+w}{\sqrt {(v^{2}+1)(w^{2}+1)}}}}
Dieses Theorem ist für alle komplexen Zahlen {\displaystyle v\,\cap \,w\in \mathbb {C} } gültig.
Deswegen gilt diese Gleichungskette:
| Rechenschritte | Beschreibung                         |
| --- | ------------------------------------ |
| {\displaystyle {\frac {\partial }{\partial x}}\,F{\biggl [}\arctan {\biggl (}{\frac {x{\sqrt {k'^{2}y^{2}+1}}}{\sqrt {y^{2}+1}}}{\biggr )}+\arctan {\biggl (}{\frac {y{\sqrt {k'^{2}x^{2}+1}}}{\sqrt {x^{2}+1}}}{\biggr )};k{\biggr ]}=} | Anfangsglied der Gleichung           |
| {\displaystyle ={\biggl \{}{\frac {\partial }{\partial x}}{\biggl [}\arctan {\biggl (}{\frac {x{\sqrt {k'^{2}y^{2}+1}}}{\sqrt {y^{2}+1}}}{\biggr )}+\arctan {\biggl (}{\frac {y{\sqrt {k'^{2}x^{2}+1}}}{\sqrt {x^{2}+1}}}{\biggr )}{\biggr ]}{\biggr \}}\times } {\displaystyle \times {\biggl \{}1-k^{2}\sin {\biggl [}\arctan {\biggl (}{\frac {x{\sqrt {k'^{2}y^{2}+1}}}{\sqrt {y^{2}+1}}}{\biggr )}+\arctan {\biggl (}{\frac {y{\sqrt {k'^{2}x^{2}+1}}}{\sqrt {x^{2}+1}}}{\biggr )}{\biggr ]}^{2}{\biggr \}}^{-1/2}=} | Kettenregel                          |
| {\displaystyle ={\biggl \{}{\frac {\sqrt {(y^{2}+1)(k'^{2}y^{2}+1)}}{k'^{2}x^{2}y^{2}+x^{2}+y^{2}+1}}-{\frac {k^{2}x\,y}{(k'^{2}x^{2}y^{2}+x^{2}+y^{2}+1){\sqrt {(x^{2}+1)(k'^{2}x^{2}+1)}}}}{\biggr \}}\times }{\displaystyle \times {\biggl \{}1-k^{2}\sin {\biggl [}\arctan {\biggl (}{\frac {x{\sqrt {k'^{2}y^{2}+1}}}{\sqrt {y^{2}+1}}}{\biggr )}+\arctan {\biggl (}{\frac {y{\sqrt {k'^{2}x^{2}+1}}}{\sqrt {x^{2}+1}}}{\biggr )}{\biggr ]}^{2}{\biggr \}}^{-1/2}=} | Ableitung der Arkustangensausdrücke  |
| {\displaystyle ={\frac {1}{k'^{2}x^{2}y^{2}+x^{2}+y^{2}+1}}{\biggl \{}{\sqrt {(y^{2}+1)(k'^{2}y^{2}+1)}}-{\frac {k^{2}x\,y}{\sqrt {(x^{2}+1)(k'^{2}x^{2}+1)}}}{\biggr \}}\times } {\displaystyle \times {\biggl \{}1-k^{2}{\biggl (}{\frac {x{\sqrt {k'^{2}y^{2}+1}}}{\sqrt {y^{2}+1}}}+{\frac {y{\sqrt {k'^{2}x^{2}+1}}}{\sqrt {x^{2}+1}}}{\biggr )}^{2}{\biggl [}{\biggl (}{\frac {x{\sqrt {k'^{2}y^{2}+1}}}{\sqrt {y^{2}+1}}}{\biggr )}^{2}+1{\biggr ]}^{-1}{\biggl [}{\biggl (}{\frac {y{\sqrt {k'^{2}x^{2}+1}}}{\sqrt {x^{2}+1}}}{\biggr )}^{2}+1{\biggr ]}^{-1}{\biggr \}}^{-1/2}=} | Additionstheorem der Kreisfunktionen |
| {\displaystyle ={\frac {1}{k'^{2}x^{2}y^{2}+x^{2}+y^{2}+1}}{\biggl \{}{\sqrt {(y^{2}+1)(k'^{2}y^{2}+1)}}-{\frac {k^{2}x\,y}{\sqrt {(x^{2}+1)(k'^{2}x^{2}+1)}}}{\biggr \}}\times } {\displaystyle \times {\biggl \{}{\biggl [}{\biggl (}{\frac {x{\sqrt {k'^{2}y^{2}+1}}}{\sqrt {y^{2}+1}}}{\biggr )}^{2}+1{\biggr ]}{\biggl [}{\biggl (}{\frac {y{\sqrt {k'^{2}x^{2}+1}}}{\sqrt {x^{2}+1}}}{\biggr )}^{2}+1{\biggr ]}-k^{2}{\biggl (}{\frac {x{\sqrt {k'^{2}y^{2}+1}}}{\sqrt {y^{2}+1}}}+{\frac {y{\sqrt {k'^{2}x^{2}+1}}}{\sqrt {x^{2}+1}}}{\biggr )}^{2}{\biggr \}}^{-1/2}\times } {\displaystyle \times {\biggl [}{\biggl (}{\frac {x{\sqrt {k'^{2}y^{2}+1}}}{\sqrt {y^{2}+1}}}{\biggr )}^{2}+1{\biggr ]}^{1/2}{\biggl [}{\biggl (}{\frac {y{\sqrt {k'^{2}x^{2}+1}}}{\sqrt {x^{2}+1}}}{\biggr )}^{2}+1{\biggr ]}^{1/2}=} | Ausklammerung                        |
| {\displaystyle ={\frac {1}{\sqrt {(x^{2}+1)(y^{2}+1)}}}{\biggl \{}{\sqrt {(y^{2}+1)(k'^{2}y^{2}+1)}}-{\frac {k^{2}x\,y}{\sqrt {(x^{2}+1)(k'^{2}x^{2}+1)}}}{\biggr \}}\times } {\displaystyle \times {\biggl [}{\frac {(k'^{2}x^{2}y^{2}+x^{2}+y^{2}+1)^{2}}{(x^{2}+1)(y^{2}+1)}}-k^{2}{\biggl (}{\frac {x{\sqrt {k'^{2}y^{2}+1}}}{\sqrt {y^{2}+1}}}+{\frac {y{\sqrt {k'^{2}x^{2}+1}}}{\sqrt {x^{2}+1}}}{\biggr )}^{2}{\biggr ]}^{-1/2}=} | Ausrechnung der Endfaktoren          |
| {\displaystyle ={\frac {1}{\sqrt {(x^{2}+1)(k'^{2}x^{2}+1)}}}{\biggl \{}{\sqrt {(x^{2}+1)(y^{2}+1)(k'^{2}x^{2}+1)(k'^{2}y^{2}+1)}}-k^{2}x\,y{\biggr \}}\times } {\displaystyle \times {\biggl [}(k'^{2}x^{2}y^{2}+x^{2}+y^{2}+1)^{2}-k^{2}{\biggl (}x{\sqrt {(x^{2}+1)(k'^{2}y^{2}+1)}}+y{\sqrt {(y^{2}+1)(k'^{2}y^{2}+1)}}{\biggr )}^{2}{\biggr ]}^{-1/2}=} | Multiplikatives Kommutativgesetz     |
| {\displaystyle ={\frac {1}{\sqrt {(x^{2}+1)(k'^{2}x^{2}+1)}}}={\frac {\partial }{\partial x}}{\bigl \{}F{\bigl [}\arctan(x);k{\bigr ]}+F{\bigl [}\arctan(y);k{\bigr ]}{\bigr \}}} | Ausrechnung und Endresultat          |
Die analoge Rechnung gilt für die partielle Ableitung bezüglich {\displaystyle y} nach demselben Muster.
Erster Hinweis:
| {\displaystyle {\frac {\partial }{\partial x}}\,F{\biggl [}\arctan {\biggl (}{\frac {x{\sqrt {k'^{2}y^{2}+1}}}{\sqrt {y^{2}+1}}}{\biggr )}+\arctan {\biggl (}{\frac {y{\sqrt {k'^{2}x^{2}+1}}}{\sqrt {x^{2}+1}}}{\biggr )};k{\biggr ]}={\frac {\partial }{\partial x}}{\bigl \{}F{\bigl [}\arctan(x);k{\bigr ]}+F{\bigl [}\arctan(y);k{\bigr ]}{\bigr \}}} {\displaystyle {\frac {\partial }{\partial y}}\,F{\biggl [}\arctan {\biggl (}{\frac {x{\sqrt {k'^{2}y^{2}+1}}}{\sqrt {y^{2}+1}}}{\biggr )}+\arctan {\biggl (}{\frac {y{\sqrt {k'^{2}x^{2}+1}}}{\sqrt {x^{2}+1}}}{\biggr )};k{\biggr ]}={\frac {\partial }{\partial y}}{\bigl \{}F{\bigl [}\arctan(x);k{\bigr ]}+F{\bigl [}\arctan(y);k{\bigr ]}{\bigr \}}} |
Zweiter Hinweis:
| {\displaystyle F{\biggl [}\arctan {\biggl (}{\frac {x{\sqrt {k'^{2}y^{2}+1}}}{\sqrt {y^{2}+1}}}{\biggr )}+\arctan {\biggl (}{\frac {y{\sqrt {k'^{2}x^{2}+1}}}{\sqrt {x^{2}+1}}}{\biggr )};k{\biggr ]}(x=0)=} {\displaystyle =F{\bigl [}\arctan(y);k{\bigr ]}={\bigl \{}F{\bigl [}\arctan(x);k{\bigr ]}+F{\bigl [}\arctan(y);k{\bigr ]}{\bigr \}}(x=0)} {\displaystyle F{\biggl [}\arctan {\biggl (}{\frac {x{\sqrt {k'^{2}y^{2}+1}}}{\sqrt {y^{2}+1}}}{\biggr )}+\arctan {\biggl (}{\frac {y{\sqrt {k'^{2}x^{2}+1}}}{\sqrt {x^{2}+1}}}{\biggr )};k{\biggr ]}(y=0)=} {\displaystyle =F{\bigl [}\arctan(x);k{\bigr ]}={\bigl \{}F{\bigl [}\arctan(x);k{\bigr ]}+F{\bigl [}\arctan(y);k{\bigr ]}{\bigr \}}(y=0)} |
Das Kriterium in Bezug auf Kontinuität und Stetigkeit ist bei allen in diesem Abschnitt genannten Gleichungen erfüllt. Deswegen stimmen beide Seiten der Gleichungswaage überein:
{\displaystyle F[\arctan(x);k]+F[\arctan(y);k]=F\left[\arctan \left({\frac {x{\sqrt {k'^{2}y^{2}+1}}}{\sqrt {y^{2}+1}}}\right)+\arctan \left({\frac {y{\sqrt {k'^{2}x^{2}+1}}}{\sqrt {x^{2}+1}}}\right);k\right]}

## Modultransformation der unvollständigen Integrale
Die Landensche Transformation erfolgt grundsätzlich nach folgendem Muster:
{\displaystyle F{\bigl [}\arcsin(x),k{\bigr ]}={\frac {2}{1+{\sqrt {1-k^{2}}}}}F\left\{\arcsin \left[{\frac {(1+{\sqrt {1-k^{2}}})x}{1+{\sqrt {1-k^{2}x^{2}}}}}\right],{\frac {1-{\sqrt {1-k^{2}}}}{1+{\sqrt {1-k^{2}}}}}\right\}}
{\displaystyle E{\bigl [}\arcsin(x),k{\bigr ]}=(1+{\sqrt {1-k^{2}}})E\left\{\arcsin \left[{\frac {(1+{\sqrt {1-k^{2}}})x}{1+{\sqrt {1-k^{2}x^{2}}}}}\right],{\frac {1-{\sqrt {1-k^{2}}}}{1+{\sqrt {1-k^{2}}}}}\right\}-{\sqrt {1-k^{2}}}F{\bigl [}\arcsin(x),k{\bigr ]}+{\frac {k^{2}x{\sqrt {1-x^{2}}}}{1+{\sqrt {1-k^{2}x^{2}}}}}}
Insbesondere die analoge vollständige Formel wurde durch die Gebrüder Borwein in ihrem Werk Pi & the AGM: A Study in Analytic Number Theory and Computational Complexity behandelt.
Für alle Werte n ∈ ℕ und |k| ≤ 1 gilt folgende Formel:
{\displaystyle {\biggl \{}\sum _{a=1}^{n}\operatorname {dn} {\bigl [}{\frac {2a}{n}}K(k);k{\bigr ]}{\biggr \}}F{\bigl [}\arctan(x);k{\bigr ]}=F{\biggl \langle }\sum _{a=1}^{n}\arctan {\bigl \{}\operatorname {dn} {\bigl [}{\frac {2a}{n}}K(k);k{\bigr ]}x{\bigr \}};k^{n}\prod _{a=1}^{n}\operatorname {sn} {\bigl [}{\frac {2a-1}{n}}K(k);k{\bigr ]}^{2}{\biggr \rangle }}

## Ableitungen der unvollständigen Integrale
Diese Ableitungsformel dient zur effizienten Integration der Kehrwerte von Quadratwurzeln aus kubischen Polynomen:
{\displaystyle {\frac {\mathrm {d} }{\mathrm {d} x}}\,{\frac {1}{\sqrt[{4}]{a^{2}ce+b^{2}c^{2}-abcd}}}F{\biggl \{}2\arctan {\biggl (}{\frac {{\sqrt[{4}]{c}}\,{\sqrt {ax+b}}}{\sqrt[{4}]{a^{2}e+b^{2}c-abd}}}{\biggr )};\sin {\biggl [}{\frac {1}{2}}\arccos {\biggl (}{\frac {ad-2bc}{2{\sqrt {a^{2}ce+b^{2}c^{2}-abcd}}}}{\biggr )}{\biggr ]}{\biggr \}}=}
{\displaystyle ={\frac {1}{\sqrt {(ax+b)(cx^{2}+dx+e)}}}}
Folgende Ableitungsformel kann eingesetzt werden, um einige Kehrwerte von Quadratwurzeln aus Polynomen vierten Grades effizient zu integrieren:
{\displaystyle {\frac {\mathrm {d} }{\mathrm {d} x}}\,{\frac {\sqrt {2}}{\sqrt {{\sqrt {(1-v^{2})(1-w^{2})}}-v\,w+1}}}F{\biggl \{}\arcsin {\biggl [}{\frac {{\sqrt {1-w^{2}}}(x+v)+{\sqrt {1-v^{2}}}(x+w)}{{\sqrt {1-w^{2}}}{\sqrt {x^{2}+2vx+1}}+{\sqrt {1-v^{2}}}{\sqrt {x^{2}+2wx+1}}}}{\biggr ]};{\frac {v-w}{{\sqrt {(1-v^{2})(1-w^{2})}}-v\,w+1}}{\biggr \}}=}
{\displaystyle ={\frac {1}{\sqrt {(x^{2}+2vx+1)(x^{2}+2wx+1)}}}}
Der nun gezeigte Vorfaktor vor dem elliptischen F-Integralausdruck kann vereinfacht mit dem arithmetischen Mittelungstheorem des Sekans dargestellt werden:
{\displaystyle {\frac {\sqrt {2}}{\sqrt {{\sqrt {(1-v^{2})(1-w^{2})}}-v\,w+1}}}=\sec {\bigl [}{\tfrac {1}{2}}\arcsin(v)+{\tfrac {1}{2}}\arcsin(w){\bigr ]}}
Der gezeigte elliptische Modul kann vereinfacht sowohl mit dem Theorem des Tangens Hyperbolicus als auch mit den Theoremen der Kreisfunktionen dargestellt werden:
{\displaystyle {\frac {v-w}{{\sqrt {(1-v^{2})(1-w^{2})}}-v\,w+1}}=\tanh {\bigl [}{\tfrac {1}{2}}\operatorname {artanh} (v)-{\tfrac {1}{2}}\operatorname {artanh} (w){\bigr ]}}
{\displaystyle {\frac {v-w}{{\sqrt {(1-v^{2})(1-w^{2})}}-v\,w+1}}=\sin {\bigl [}{\tfrac {1}{2}}\arcsin(v)-{\tfrac {1}{2}}\arcsin(w){\bigr ]}\sec {\bigl [}{\tfrac {1}{2}}\arcsin(v)+{\tfrac {1}{2}}\arcsin(w){\bigr ]}}
Für den allgemeinsten Fall gelten diese Ableitungsregeln:
{\displaystyle {\frac {\mathrm {d} }{\mathrm {d} x}}F{\bigl [}f(x);g(x){\bigr ]}={\frac {g'(x)}{g(x)[1-g(x)^{2}]}}{\bigl \{}E{\bigl [}f(x);g(x){\bigr ]}-[1-g(x)^{2}]F{\bigl [}f(x);g(x){\bigr ]}{\bigr \}}+{\frac {2f'(x)[1-g(x)^{2}]-g(x)g'(x)\sin[2f(x)]}{2[1-g(x)^{2}]{\sqrt {1-g(x)^{2}\sin[f(x)]^{2}}}}}}
{\displaystyle {\frac {\mathrm {d} }{\mathrm {d} x}}E{\bigl [}f(x);g(x){\bigr ]}={\frac {g'(x)}{g(x)}}{\bigl \{}E{\bigl [}f(x);g(x){\bigr ]}-F{\bigl [}f(x);g(x){\bigr ]}{\bigr \}}+f'(x){\sqrt {1-g(x)^{2}\sin[f(x)]^{2}}}}

## Wichtige weitere Stammfunktionen

### Liste der Ursprungsstammfunktionen
Das unvollständige elliptische Integral erster Art dient ebenso zur Darstellung der Ursprungsstammfunktionen von folgenden Funktionen:
{\displaystyle \int _{0}^{x}{\frac {1}{\sqrt {1-y^{3}}}}\,\mathrm {d} y={\frac {1}{\sqrt[{4}]{3}}}F{\biggl [}2\arctan {\biggl (}{\frac {{\sqrt[{4}]{3}}\,x}{{\sqrt {1+x+x^{2}}}+{\sqrt {1-x}}}}{\biggr )};{\frac {{\sqrt {3}}+1}{2{\sqrt {2}}}}{\biggr ]}}
{\displaystyle \int _{0}^{x}{\frac {1}{\sqrt {1-y^{4}}}}\,\mathrm {d} y={\frac {1}{\sqrt {2}}}F{\biggl [}\arcsin {\biggl (}{\frac {{\sqrt {2}}\,x}{\sqrt {1+x^{2}}}}{\biggr )};{\frac {1}{\sqrt {2}}}{\biggr ]}}
{\displaystyle \int _{0}^{x}{\frac {1}{\sqrt {1-y^{6}}}}\,\mathrm {d} y={\frac {1}{2{\sqrt[{4}]{3}}}}F{\biggl [}2\arctan {\biggl (}{\frac {{\sqrt[{4}]{3}}\,x}{\sqrt {1-x^{2}}}}{\biggr )};{\frac {{\sqrt {3}}-1}{2{\sqrt {2}}}}{\biggr ]}}
{\displaystyle \int _{0}^{x}{\frac {1}{\sqrt {1-y^{8}}}}\,\mathrm {d} y={\frac {1}{2}}F{\biggl [}\arctan {\biggl (}{\frac {x{\sqrt {1+x^{2}}}}{\sqrt {1-x^{2}}}}{\biggr )};{\sqrt {2{\sqrt {2}}-2}}{\biggr ]}+{\frac {1}{2}}F{\biggl [}\arcsin {\biggl (}{\frac {x{\sqrt {1-x^{2}}}}{\sqrt {1+x^{2}}}}{\biggr )};{\sqrt {2}}-1{\biggr ]}}

### Bezug zur Gammafunktion
Für alle n ∈ ℕ gilt folgender Zusammenhang zwischen der Gammafunktion und den elliptischen Integralen:
{\displaystyle {\frac {2^{2/n}\Gamma (1+1/n)^{2}}{\Gamma (1+2/n)}}=\int _{0}^{1}{\frac {1}{\sqrt {1-x^{n}}}}\mathrm {d} x}
Die Richtigkeit dieser Formel wird im Artikel Gammafunktion erklärt.
Bei der Berechnung des abgebildeten Integrals für die Werte n = 3, 4, 6 und 8 erhält man folgende Resultate:
{\displaystyle {\begin{aligned}{\frac {{\sqrt[{3}]{4}}\,\Gamma (4/3)^{2}}{\Gamma (5/3)}}&=\int _{0}^{1}{\frac {1}{\sqrt {1-x^{3}}}}\mathrm {d} x={\biggl \{}{\frac {1}{\sqrt[{4}]{3}}}F{\biggl [}2\arctan {\biggl (}{\frac {{\sqrt[{4}]{3}}\,x}{{\sqrt {1+x+x^{2}}}+{\sqrt {1-x}}}}{\biggr )};{\frac {{\sqrt {3}}+1}{2{\sqrt {2}}}}{\biggr ]}{\biggr \}}_{x=0}^{x=1}=\\&={\frac {1}{\sqrt[{4}]{3}}}F{\biggl [}2\arctan {\bigl (}{\frac {1}{\sqrt[{4}]{3}}}{\bigr )};{\frac {{\sqrt {3}}+1}{2{\sqrt {2}}}}{\biggr ]}={\frac {2}{3{\sqrt[{4}]{3}}}}K{\bigl (}{\frac {{\sqrt {3}}+1}{2{\sqrt {2}}}}{\bigr )}={\frac {2}{\sqrt[{4}]{27}}}K{\bigl (}{\frac {{\sqrt {3}}-1}{2{\sqrt {2}}}}{\bigr )}\\{\frac {{\sqrt {2}}\,\Gamma (5/4)^{2}}{\Gamma (3/2)}}&=\int _{0}^{1}{\frac {1}{\sqrt {1-x^{4}}}}\mathrm {d} x={\biggl \{}{\frac {1}{\sqrt {2}}}F{\biggl [}\arcsin {\biggl (}{\frac {{\sqrt {2}}\,x}{\sqrt {1+x^{2}}}}{\biggr )};{\frac {1}{\sqrt {2}}}{\biggr ]}{\biggr \}}_{x=0}^{x=1}={\frac {1}{\sqrt {2}}}K{\bigl (}{\frac {1}{\sqrt {2}}}{\bigr )}\\{\frac {{\sqrt[{3}]{2}}\,\Gamma (7/6)^{2}}{\Gamma (4/3)}}&=\int _{0}^{1}{\frac {1}{\sqrt {1-x^{6}}}}\mathrm {d} x={\biggl \{}{\frac {1}{2{\sqrt[{4}]{3}}}}F{\biggl [}2\arctan {\biggl (}{\frac {{\sqrt[{4}]{3}}\,x}{\sqrt {1-x^{2}}}}{\biggr )};{\frac {{\sqrt {3}}-1}{2{\sqrt {2}}}}{\biggr ]}{\biggr \}}_{x=0}^{x=1}={\frac {1}{\sqrt[{4}]{3}}}K{\bigl (}{\frac {{\sqrt {3}}-1}{2{\sqrt {2}}}}{\bigr )}\\{\frac {{\sqrt[{4}]{2}}\,\Gamma (9/8)^{2}}{\Gamma (5/4)}}&=\int _{0}^{1}{\frac {1}{\sqrt {1-x^{8}}}}\mathrm {d} x={\biggl \{}{\frac {1}{2}}F{\biggl [}\arctan {\biggl (}{\frac {x{\sqrt {1+x^{2}}}}{\sqrt {1-x^{2}}}}{\biggr )};{\sqrt {2{\sqrt {2}}-2}}{\biggr ]}+{\frac {1}{2}}F{\biggl [}\arcsin {\biggl (}{\frac {x{\sqrt {1-x^{2}}}}{\sqrt {1+x^{2}}}}{\biggr )};{\sqrt {2}}-1{\biggr ]}{\biggr \}}_{x=0}^{x=1}=\\&={\frac {1}{2}}K{\bigl (}{\sqrt {2{\sqrt {2}}-2}}{\bigr )}={\frac {1}{\sqrt {2}}}K{\bigl (}{\sqrt {2}}-1{\bigr )}\end{aligned}}}
Mit der Berechnung dieser Integrale und der Anwendung der Eulerschen Formel des Ergänzungssatzes lassen sich die Gamma-Funktionswerte ermitteln. Der erste  und dritte Gleichungskette von den hier genannten Gleichungsketten stellen äquianharmonische Rechenbeispiele dar. Die Herleitung dieser gezeigten Integrale wurde insbesondere durch den Mathematiker Mark B. Villarino aus der Universität Costa Rica behandelt und in seinem Werk Legendre’s Singular Modulus niedergeschrieben. Die zweite Gleichungskette repräsentiert ein lemniskatisches Rechenbeispiel, nämlich den lemniskatischen Arkussinus und behandelt hierbei seine Identität mit dem Kehrwert der Quadratwurzel aus Zwei als elliptischen Modul. Die vierte Gleichungskette beinhaltet eine Stammfunktion, welche keine Umkehrfunktion einer Jacobi-Funktion darstellt, aber in so wie die vorherigen Gleichungsketten auf den von rationalen Zahlen kommenden elliptischen Lambda-Stern-Werten als Module basiert.